# Andreas Leknessund
Andreas Leknessund (* 21. Mai 1999 in Tromsø) ist ein norwegischer Radrennfahrer.

## Sportlicher Werdegang
Im Juniorenalter machte Leknessund durch mehrere Podiumsplatzierungen in der Gesamtwertung von Etappenrennen, u. a. den ersten Platz bei der Tour du Pays de Vaud und jeweils den zweiten Platz bei der Trophée Centre Morbihan und beim Course de la Paix Juniors auf sich aufmerksam.
Nach dem Wechsel in die U23 kam Leknessund im Mai 2018 zum damaligen Continental Team Uno-X Norwegian Development Team. Auch in der U23 setzte er seine Erfolge fort: 2019 gewann er die Gesamtwertung des Gran Prix Priessnitz spa und belegte den zweiten Platz beim Circuit des Ardennes und bei der Ronde de l’Isard. Im Jahr 2020 gewann er beim Giro della Regione Friuli Venezia Giulia neben zwei Etappen alle Wertungen mit Ausnahme der Nachwuchswertung. In den Medien trat er 2020 durch den Gewinn der ersten Etappe des Klatrekongen Fuel of Norway, des ersten Straßenrennens nach der Corona-Pause, in Erscheinung.
Leknessund gilt als guter Zeitfahrer. 2017 wurde er Europameister im Einzelzeitfahren bei den Junioren, 2020 in der Altersklasse U23. Im Jahr 2019 wurde er  im Alter von 20 Jahren erstmals norwegischer Meister im Einzelzeitfahren der Elite.
Bereits im Laufe des Jahres 2019 wurde bekannt, dass Leknessund zur Saison 2021 zum UCI WorldTeam DSM wechselt. Sein erstes Rennen für das Team DSM bestritt er im Februar 2021 bei der Tour de La Provence. Während er in der Saison 2021 noch ohne Erfolg blieb, gewann er als Solist die hügelige zweite Etappe der Tour de Suisse 2022 und erzielte damit seinen ersten Erfolg auf der UCI WorldTour. Mit der Tour de France nahm er erstmals an einer Grand Tour teil und beendete diese auf Platz 28 der Gesamtwertung. Im August 2022 entschied er die letzte Etappe des Arctic Race of Norway für sich und sicherte sich damit auch den Gewinn der Gesamtwertung.
Leknessund startete beim Giro d’Italia 2023 und übernahm infolge einer Beteiligung an einer Ausreißergruppe auf der vierte Etappe die Maglia Rosa, die er auf vier Etappen verteidigte. Schließlich wurde er Achter der Gesamtwertung.
Zur Saison 2024 kehrte Leknessund in seine norwegische Heimat zurück und wurde Mitglied im Uno-X Pro Cycling Team. Den ersten Sieg für sein neues Team erzielte er mit einem Etappenerfolg bei der Sibiu Cycling Tour 2024, die er als Zweiter der Gesamtwertung beendete.

## Erfolge
2016
- Nachwuchswertung Internationale Niedersachsen-Rundfahrt der Junioren

2017
- eine Etappe Course de la Paix Juniors
- eine Etappe Trophée Centre Morbihan
- Gesamtwertung und eine Etappe Tour du Pays de Vaud
- Norwegischer Meister (Junioren) – Einzelzeitfahren
- eine Etappe Internationale Niedersachsen-Rundfahrt der Junioren
- Europameister (Junioren) – Einzelzeitfahren

2019
- Nachwuchswertung Circuit des Ardennes
- Gesamtwertung, eine Etappe und Nachwuchswertung Grand Prix Priessnitz spa
- Norwegischer Meister – Einzelzeitfahren

2020
- Norwegischer Meister – Einzelzeitfahren
- Europameister (U23) – Einzelzeitfahren
- Hafjell TT
- Lillehammer GP
- Norwegische Meisterschaften (U23) –  Einzelzeitfahren
- Nachwuchswertung Slowakei-Rundfahrt
- Gesamtwertung, eine Etappe, Mannschaftszeitfahren, Punktewertung und Bergwertung Giro della Regione Friuli Venezia Giulia

2022
- eine Etappe Tour de Suisse

2024
- eine Etappe Sibiu Cycling Tour

2025
- Sundvolden Grand Prix
- Norwegische Meisterschaften –  Straßenrennen

## Grand-Tour-Platzierungen
| Grand Tour            | 2022 | 2023 | 2024 | 2025 |
| --------------------- | ---- | ---- | ---- | ---- |
| Giro d’ItaliaGiro     | –    | 8    | –    | –    |
| Tour de FranceTour    | 27   | –    | –    | 57   |
| Vuelta a EspañaVuelta | –    | –    | –    |      |